# ダムタイプ
ダムタイプ（だむたいぷ、Dumb Type, dumb type）は、京都市立芸術大学の学生を中心に結成されたアーティストグループ。
1984年に設立され、京都市立芸術大学在学中から海外公演を含めた活発な活動を行う。建築、美術、デザイン、音楽、ダンスなど異なる表現手段を持つメンバーが参加し、芸術表現の可能性を模索する。京都を拠点とし、海外公演を中心とした活動を行っている。
1995年に中心メンバーの一人古橋悌二の死去後も、メンバーを変えながら活動は現在まで続いている。
1980年代はビデオ・アートやコンテンポラリー・ダンスに分類され、近年では広義でメディアアートに分類される。しばしば「マルチメディア・アート・パフォーマンス・グループ」と呼ばれる。

## 略歴
1983年頃までは「劇団カルマ」の名で活動していたが、1984年頃からダムタイプという名前を使うようになった。メンバーはそれぞれ異なる専攻で作品を制作していたが、科の枠を取り払い、もっとボーダレスなアートの集団を作れないかな、という所からダムタイプは始まったという。
ダムタイプという名前は英語のDumb（=言語能力を失った、口のきけない、無口な、ばかな、まぬけな）とType（=型、 類型、タイプ）から成る造語Dumb Typeであり、「ヒエラルキー嫌い、サイエンス嫌いからこうなった」と、後にメンバーが語っている。
多くの作品の制作では、共同制作の方法を取り、公演を行う度に表現も変わるWork in progressの形態を持つ。プロデューサー的な位置付けの人間も、作品ごとで全く異なる。

## メンバー
特徴的なのは、固定メンバーを持たず、リーダーを擁立しない点である。また、各々の個人的な活動も非常に活発である。下記に記すのは、現在までで制作や出演に携わった人物のごく一部である。
- 古橋悌二（演出家、『S/N』パフォーマー、メディア・アーティスト）
- 高谷桜子（『OR』制作、カンパニーマネージャー）
- 高谷史郎（『S/N』映像編集、舞台監督、映像作家、『PLEASURE LIFE』『pH』『S/N』『OR』『memorandum』『Voyage』パフォーマー）
- 石橋健次郎（『OR』『S/N』パフォーマー）
- 薮内美佐子（『OR』『S/N』パフォーマー）
- 花石眞人
- 大内聖子（『OR』パフォーマー）
- 岡本孝司
- 藤本隆行
- 泊博雅
- 砂山典子（『OR』『S/N』『memorandum』パフォーマー）
- 田中真由美（『S/N』パフォーマー）
- 川口隆夫（『OR』パフォーマー）
- 池田亮司（ミュージシャン、現代美術作家）
- Peter Golightly（『S/N』パフォーマー）
- 前田英一（『OR』パフォーマー）
- 尾崎聡
- 大脇理智
- 藤原マンナ
- 平井優子
- 粟津一郎
- ブブ・ド・ラ・マドレーヌ（『S/N』パフォーマー）
- 高嶺格（『S/N』パフォーマー）
- 小山田徹（『S/N』パフォーマー）
- 山中透
- 穂積幸弘
- 上芝智裕
- 田中真由美（『OR』パフォーマー）

## 主な作品
- 1986年　「Plan for sleep」（performance）
- 1988年　「PleasureLife」（performance）
- 1990年〜1993年　「pH」（performance）
- 1992年〜1996年　「S/N」（performance）
- 1997年〜2002年　「OR」（performance,installation）
- 1999年〜　「memorandum」（performance）
- 2001年〜　「Voyage」（performance,installation）

## 選出
- 文化庁メディア芸術祭10周年企画アンケート日本のメディア芸術100選【アート部門】

30位「S/N」、32位「OR」、36位「pH」、38位「LOVERS」（古橋悌二ソロ、遺作）